# 허미정
허미정(1989년 12월 5일~)은 대한민국의 골프 선수이다. 대방건설 골프단 소속으로 활동하고 있다.